# Медведев, Борис Сергеевич
Борис Сергеевич Медведев (род. 1941) — советский хоккеист, защитник. Мастер спорта СССР (1962).

## Биография
Воспитанник СК им Свердлова / «Молота» Пермь, с сезона 1958/59 — в составе команды в классе «А». С сезона 1963/64 играл во второй группе класса «А» за «Молот», «Вымпел» Минск (1964/65), «Прогресс» Глазов (1965/66).
Тренер в «Динамо» Минск в сезонах 1978/79 — 1979/80.